# 凉山乌头
凉山乌头（学名：Aconitum liangshanicum）为毛茛科乌头属下的一个种。

## 扩展阅读
- 維基物種上的相關：凉山乌头